# Зенгерих
Зенгерих (нем. Sengerich) — община в Германии, в земле Рейнланд-Пфальц. 
Входит в состав района Айфель-Битбург-Прюм. Подчиняется управлению Арцфельд.  Население составляет 23 человека (на 31 декабря 2010 года). Занимает площадь 1,10 км².